# سرقة (السبرة)

تعديل مصدري - تعديل

سرقة محلة تابعة لقرية الاكيمة، التابعة لعزلة بلادالجماعي بمديرية السبرة إحدى مديريات محافظة إب في الجمهورية اليمنية.، بلغ تعداد سكانها 26 حسب تعداد اليمن لعام 2004.